# فرودگاه الینگتون (کانتیکات)
فرودگاه الینگتون (کانتیکات) (به انگلیسی: Ellington Airport (Connecticut)) یک فرودگاه خصوصی است که یک باند فرود آسفالت دارد و طول باند آن ۵۰ متر است. این فرودگاه در شهر الینگتون، کانتیکات کشور ایالات متحده آمریکا قرار دارد و در ارتفاع ۷۷ متری از سطح دریا واقع شده است.